# Manaquí de ventre taronja
El manaquí de ventre taronja (Lepidothrix suavissima) és un ocell de la família dels píprids (Pipridae).

## Hàbitat i distribució
Habita la selva pluvial, a les terres baixes i vessants dels Tepuis del sud de Veneçuela, oest, centre i est de Guyana i nord-oest del Brasil.

## Taxonomia
Antany considerat una subespècie de Lepidothrix serena, va ser considerada una espècie de ple dret, arran R. Prum, 1994.